# Haemaphysalis traubi
Haemaphysalis traubi este o specie de căpușe din genul Haemaphysalis, familia Ixodidae, descrisă de Glen M. Kohls în anul 1955. Conform Catalogue of Life specia Haemaphysalis traubi nu are subspecii cunoscute.